# Tuffi alla XXVIII Universiade
Le gare di tuffi della XXVIII Universiade si sono dal 3 al 9 luglio 2015 al Nambu University International Aquatics Center di Gwangju in Corea del Sud.

## Podi

### Uomini
| Evento                             | Oro                                           | Punti  | Argento                                  | Punti  | Bronzo                                  | Punti  |
| Trampolino 1 m (dettagli)          | Peng Jianfeng                                 |        | Zhang Xinghao                            |        | Briadam Herrera                         |        |
| Trampolino 3 m (dettagli)          | Peng Jianfeng                                 |        | Evgenii Novoselov                        |        | Daniel Islas Arroyo                     |        |
| Piattaforma 10 m (dettagli)        | Wang Yao                                      |        | Igor' Mjalin                             |        | Wang Anqi                               |        |
| Trampolino 3 m sincro (dettagli)   | Russia Evgenii Novoselov Viacheslav Novoselov | 428,07 | Cina Li Yanan Zhong Yuming               | 417,93 | Corea del Sud Kim Jin-yong Son Tae-lang | 387,12 |
| Piattaforma 10 m sincro (dettagli) | Cina Wang Anqi Wang Yao                       |        | Corea del Sud Kim Jin-yong Kim Yeong-nam |        | Russia Egor Galperin Igor' Mjalin       |        |
| Classifica a squadre (dettagli)    | Cina                                          |        | Russia                                   |        | Corea del Sud                           |        |

### Donne
| Evento                             | Oro                                     | Punti | Argento                             | Punti | Bronzo                                   | Punti |
| Trampolino 1 m (dettagli)          | Zheng Shuangxue                         |       | Kim Na-mi                           |       | Sun Mengchen                             |       |
| Trampolino 3 m (dettagli)          | Zheng Shuangxue                         |       | Liu Tian                            |       | Kim Na-mi                                |       |
| Piattaforma 10 m (dettagli)        | KWang Ying                              |       | Wang Han                            |       | Mai Nakagawa                             |       |
| Trampolino 3 m sincro (dettagli)   | Cina Qu Lin Sun Mengchen                |       | Corea del Sud Kim Na-mi Moon Na-yun |       | Stati Uniti Haley Allen Olivia Rosendahl |       |
| Piattaforma 10 m sincro (dettagli) | Canada Carol-Ann Ware Celina Jayne Toth |       | Corea del Sud Ko Eun-ji Moon Na-yun |       | Cina Wang Han Wang Ying                  |       |
| Classifica a squadre (dettagli)    | Cina                                    |       | Corea del Sud                       |       | Russia                                   |       |

### Misto
| Evento                          | Oro                             | Punti | Argento                               | Punti | Bronzo                                       | Punti |
| Gara a squadre mista (dettagli) | Russia Daria Govor Igor' Mjalin |       | Corea del Sud Kim Yeong-nam Kim Na-mi |       | Canada Celina Jayne Toth Cameron Reid Mclean |       |

## Medagliere
| Pos.   | Paese         |    |    |    | Totale |
| ------ | ------------- | -- | -- | -- | ------ |
| 1      | Cina          | 10 | 4  | 3  | 17     |
| 2      | Russia        | 2  | 3  | 2  | 7      |
| 3      | Canada        | 1  | –  | 1  | 2      |
| 4      | Corea del Sud | –  | 6  | 3  | 9      |
| 5      | Stati Uniti   | –  | –  | 2  | 2      |
| 6      | Giappone      | –  | –  | 1  | 1      |
| 6      | Messico       | –  | –  | 1  | 1      |
| Totale | Totale        | 15 | 15 | 15 | 45     |